# Japanagromyza paganensis
Japanagromyza paganensis este o specie de muște din genul Japanagromyza, familia Agromyzidae, descrisă de Spencer în anul 1963.
Este endemică în Northern Marianas. Conform Catalogue of Life specia Japanagromyza paganensis nu are subspecii cunoscute.